# Mammagamma
Mammagamma est une composition musicale instrumentale du groupe de rock britannique The Alan Parsons Project. Il est sorti en 1982 sur son album Eye in the Sky.

## Enregistrement
Mammagamma est enregistré et mixé aux studios Abbey Road de Londres. Au moment de son enregistrement, il est l'un des premiers titres à utiliser un Fairlight et une boîte à rythmes LinnDrum, deux technologies nouvelles pour l'époque. La partie orchestrale arrangée par Andrew Powell est enregistrée en overdub. Alan Parsons remarque en 1982 : « Ce qui est intéressant à propos de ce titre, c'est qu'il est presque entièrement interprété par un ordinateur. Cela ne veut pas dire pour autant que le talent du compositeur est éclipsé, parce que cela a demandé beaucoup d'efforts pour programmer l'ordinateur afin qu'il puisse le jouer. Mais à peu près toutes les notes que vous entendez sont entièrement interprétées par une machine et non par un musicien. »

## Composition
Mammagamma est une composition musicale instrumentale d'une durée de trois minutes et trente-quatre secondes. La composition atteint un tempo de 104 bpm et sa signature rythmique est en 4/4. Mammagamma a la particularité d'être « joué par un ordinateur », en l'occurrence le Fairlight CMI. Le motif de batterie est quant à lui programmé sur une LinnDrum. Les boucles électroniques du titre s'enchaînent sur fond de grosse caisse et se répètent même dans les changements de timbre.
Cette composition électronique se caractérise par un certain côté dansant. Les différentes lignes de basse du titre, interprétées par David Paton, donnent en effet un côté presque disco à Mammagamma, qui contraste avec son atmosphère légèrement sombre. Mammagamma est par ailleurs souvent comparé à Another Brick in the Wall Part 2 de Pink Floyd, en raison notamment de leur tempo et de leur tonalité similaires,. Michele Camillò du site musical italien OndaRock trouve même que Mammagamma ressemble à une version instrumentale d'Another Brick in the Wall.

## Autres versions
Une nouvelle version de Mammagamma apparaît sur A Valid Path, sort en 2004. Rebaptisée Mammagamma 04, elle est enregistrée en collaboration avec le programmeur Jeremy Parsons, le fils d'Alan Parsons,. En comparaison avec la version originale, celle-ci est dominée par des échantillons et des sons de claviers électroniques. En concert, Mammagamma est interprété dans un pot-pourri avec Lucifer, un instrumental tiré de l'album Eve, intitulé Luciferama,.

## Réception
Patrick Goldstein, critique musical pour le Los Angeles Times, voit Mammagamma comme une « sorte d'instrumental hypnotique qui vous donne envie d'aller prendre un bain dans le jacuzzi du voisin. » Pour Susan Molloy du Sydney Morning Herald, il s'agit d'un « titre instrumental exceptionnel ». Dans la version allemande du magazine Classic Rock, Michael Köhler trouve que Mammagamma et Psychobabble se démarquent tous les deux des autres pistes de l'album. Un autre critique musical le considère comme la meilleure piste d'Eye in the Sky en raison de son côté « audacieux ».
Sur le site musical AllMusic, Stephen Thomas Erlewine décrit Mammagamma comme un instrumental « tout en texture », avec une « ambiance planante mais chaleureuse ». Abaddon du site Music Waves pense qu'il s'agit d'un « excellent instrumental » et le compare au titre Hyper-Gamma-Spaces de l'album Pyramid. Il remarque que « le ton est certes moins atmosphérique, mais ce retour vers un album emblématique du groupe est très réussi. » L'auteur argentin Ricardo Zotelo considère Mammagamma comme le second instrumental le plus connu de l'Alan Parsons Project derrière Sirius, également présent sur Eye in the Sky. Pour le DJ et producteur allemand Timo Maas, Mammagamma est « essentiellement de la trance du début des années 1980 ». Il affirme que lorsqu'il s'occupait encore des éclairages en soirée, le titre lui donnait « très souvent l'occasion de déconner avec les lasers ».
Joe Cavalli du site italien Debaser estime que Mammagamma 04 est « horrible », ainsi qu'une « perte de temps ». Pour Defnael de Music Waves, cette version est « insupportablement techno ». BNJ du site Forces Parallèles trouve cette version remixée bien jouée et bien produite, mais ne la trouve pas intéressante pour autant.

## Reprises et réutilisations
« Je serais curieux de savoir qui a du succès avec Mammagamma ! L'imitation est une très bonne forme de flatterie. »

— Alan Parsons
Le groupe italien Pink Project a utilisé des éléments de Mammagamma et Sirius de l'Alan Parsons Project avec Another Brick in the Wall Part 2 de Pink Floyd pour leur titre Disco Project. En 2002, la disc jockey italienne Giusy Consoli reprend le titre dans un style house,.
Tout comme Sirius, Mammagamma a été utilisé comme fond sonore dans de nombreux documentaires, notamment spatiaux. La composition a aussi été utilisée dans l'émission de télévision soviétique Club des voyageurs (en russe Клуб путешественников).
Radio France Internationale utilise, dans les années 90, ce titre comme indicatif de son émission quotidienne en langue allemande.

## Fiche technique
La fiche technique suivante est adaptée du livret du box set pour le 35e anniversaire d'Eye in the Sky.

### Musiciens
- Alan Parsons : Fairlight CMI, LinnDrum
- Ian Bairnson : guitares
- David Paton : basse
- Stuart Elliott : batterie
- Andrew Powell : arrangements et direction de l'orchestre

### Équipe technique
- Alan Parsons : producteur, ingénieur du son
- Eric Woolfson : producteur exécutif
- Tony Richards : ingénieur assistant

## Sources
- (en) Jérôme Alberola, Anthologie du bonheur musical moderne : Pourquoi aime-t-on le rock, la pop, le metal, l'électro, etc., Camion Blanc, 2014 (ISBN 978-2-357795-64-8, lire en ligne)
- (en) Eye in the Sky: 35th Anniversary Edition, The Alan Parsons Project, 2017, https://www.discogs.com/fr/release/11221311-Eye-In-The-Sky/images, livret, Arista / Legacy / Sony Music, 889854 21862
- (es) Ricardo Zotelo, Alan Parsons : Entre el misterio y la imaginación, Autores Editores, 2016 (ISBN 978-136-51-0047-5, lire en ligne)